# Emre Öztürk (cầu thủ bóng đá sinh 1992)
Emre Öztürk (sinh 26 tháng 8 năm 1992) là một cầu thủ bóng đá Thổ Nhĩ Kỳ thi đấu ở vị trí Hậu vệ trái cho Elazığspor. Anh ra mắt Süper Lig ngày 20 tháng 9 năm 2013.